# Aviatorov Peninsula
Die Aviatorov Peninsula (englischsprachige Benennung der russisch Полуостров Авиаторов Poluostrow Awiatorow, deutsch ‚Fliegerhalbinsel‘) ist eine felsige Halbinsel an der Knox-Küste des ostantarktischen Wilkeslands. Sie liegt in den Bunger Hills.
Russische Wissenschaftler benannten sie in Erinnerung an alle Antarktispiloten. Das Antarctic Names Committee of Australia übertrug diese Benennung 1989 ins Englische.